# 阿特金森鎮區 (內布拉斯加州霍爾特縣)
阿特金森鎮區（英語：Atkinson Township）是位於美國內布拉斯加州霍爾特縣的一個行政鎮區。

## 地方資料
阿特金森鎮區的面積為209.75平方千米，當中陸地面積為209.48平方千米，而水域面積為0.27平方千米。根據2020年美國人口普查的數據，當地共有人口1739人，而人口密度為每平方千米8.29人。